# Абиров, Даурен Тастанбекович
Даурен Тастанбекович (Тастанбайулы) Абиров (каз. Дәурен Тастанбекұлы Әбіров; 6 ноября 1923, Каракемер, Кордайский район — 8 июня 2001, Алма-Ата) — первый казахский профессиональный артист балета и балетмейстер, основоположник казахского народно-сценического танца, один из основоположников хореографического искусства Казахстана.
Народный артист Казахской ССР (1984), Заслуженный деятель искусств Казахской ССР (1988). Профессор, кандидат искусствоведения (1979).

## Биография
Происходит из рода жаныс племени дулат Очень рано остался круглой сиротой — родители умерли от голода. В 1934 году был определён в Алма-Атинский детдом № 13, на базе которого была открыта первая в Казахстане балетная школа. Его учителями стали А. Александров, М. Молодяшин, А. Селезнёв.
В 1936 году в составе детского танцевального коллектива участвовал в первой декады казахстанской литературы и искусства в Москве; исполнение ансамблем «Вальса цветов» из балета «Спящая красавица» вызвало бурные аплодисменты зрителей.
Окончил Алма-Атинское хореографическое училище (1942). В год окончания хореографического училища для отчетно-выпускного экзамена был поставлен балет «Жизель», где главные партии исполнили А. Сулейменова, Д. Абиров, Е. Ватсон.
В 1942 ушел добровольцем на фронт, где его после призыва отправили пограничником на восточную границу, позднее был переведен и до 1946 г. служил в Ансамбле песни и танца пограничных войск в Джаркентском погранотряде. Участник ВОВ.
После демобилизации, чтобы вернуть профессиональную сценическую форму, вторично проходит выпускной класс балетного училища и возвращается на профессиональную балетную сцену. В 1947 году Управление по делам искусств при СНК КазССР направляет Абирова учится в Москву, на балетмейстерское отделение ГИТИСа им. А. В. Луначарского. Окончил балетмейстерское отделение ГИТИСа в 1952 году; педагоги Р. В. Захаров, Т. С. Ткаченко, М. В. Васильева и др.).
Режиссёр-балетмейстер 1952—1958, в 1958—1977 годах — главный балетмейстер Государственного академического театра оперы и балета имени Абая.
Основные исполненные партии:
- Альберт — «Жизель» А. Адана;
- Зигфрид — «Лебединое озеро» П. Чайковского;
- Солор — «Баядерка» Л. Минкус;
- Нурали — «Бахчисарайский фонтан» Б. Астафьева;
- Юноша — «Шопениана» Ф. Шопен.

Основные постановки:
- «Юность» М. Чулаки (1952);
- «Эсмеральда» Ц. Пуни, Э. Глиера (1953);
- «Шурале» Ф. Яруллина (1956);
- «Дорогой дружбы» Н. Тлендиева (1958);
- «Камбар и Назым» В. Великанова (1959);
- «Бахчисарайский фонтан» Б. Астафьева, совместно с Р. Захаровым
- «Старик Хоттабыч» А. Зацепина (1961), также автор сценария;
- «Легенда о любви» А. Меликова (1963);
- «Акканат» Г. Жубановой (1966), совместно с З. Райбаевым;
- «Козы Корпеш и Баян Сулу» Е. Брусиловского (1972), также автор сценария.

Кроме того, ставил танцы в 14 операх и драматических спектаклях («Дударай», «Кыз Жибек» и «Жалбыр» Е. Брусиловского, «Биржан и Сара» М. Тулебаева, «Комар сулу» Е. Рахмадиева, «Амангельды» Е. Брусиловский и М. Тулебаев, «Айсулу» С, Мухамеджанова), фильмах («Девушка-джигит», «Наш милый доктор», «Песня зовет»), номера для артистов Казахской филармонии. В 1976—1984 — главный балетмейстер «Казахконцерта». Создал 18 народных хореографических ансамблей в различных областях Казахстана, в государственных ансамблях танца «Алтынай» и « Салтанат» поставил многие танцы.
В 1980—1982 годах работал в Йеменской Арабской Республике, где создал первый профессиональный танцевальный ансамбль.
В 1984-89 гг. Д. Абиров заведовал кафедрой Государственного института театра и кино им. Т. Жургенова,
С 1989 г. по 1998 г. руководил отделением хореографии Казахского государственного женского педагогического института.
С 1998—2001 годах профессор в Казахской национальной академии искусств имени Т. К. Жургенова.
По его инициативе также открыты кафедры хореографии во многих пединститутах, введен предмет «Танец-ритмика» в общеобразовательных школах республики.
Занимался преподавательской деятельностью на кафедре «Педагогика хореографии» Казахской национальной академии искусств имени Т. К. Жургенова, в Казахской консерватории, в Алма-Атинском хореографическом училище (с 1952 года).
Скончался 8 июня 2001 года, похоронен на Кенсайском кладбище.

## Книги
- Абиров Д. Т., Исмаилов А. М. Казахские народные танцы. — Алма-Ата, Казгослитиздат, 1961 г.
- Абиров Д. Т., Исмаилов А. М. Казахские народные танцы.2-е издание — Алма-Ата: «Онер», 1984. — 112 с.
- Абиров Д. Т. Становление и развитие казахского танца на профессиональной сцене: Диссертация кандидата искусствоведения. — М., 1979. — 171 с.
- Абиров Д. Т. Истоки и основные элементы казахской народной хореографии: Учебное пособие для педагогов по хореографии. — Алматы: «КазГПУ им. Абая», 1992. — 50 с.
- Абиров Д.Т. Танцы для детских садов. — Алматы: «Рауан», 1996. — 80 с
- Абиров Д. Т. История казахского танца: Учебное пособие. — Алматы: «Санат», 1997. — 160 с.
- Әбіров Д. Қазақ билерінің тарихы. — Алматы: «ИздатМаркет», 2006. — 152 с
- Әбіров Д.Т. Қазақтың би өнер қапай қалыптасқан? — Жас алаш. 1997. 29 қараша.
- Даурен Абиров – первый балетмейстер Казахстана: Книга-альбом. Авторы-составители: Ізім Т. О., Абирова К. Д. – Алматы: [б. и.], 2023. – 336 стр. = Дәурен Әбіров – алғашқы Қазақстандық балетмейстер: Альбом-кітап. Құрастырушы-авторлар: Ізім Т. О., Абирова К. Д. – Алматы: 2023. – 336 бет.
- Абиров, Даурен. Танцы для детских садов. – 2-е изд. – Алматы: Smart University Press, 2023. – 81 с. = Әбіров Д. Балабақшаларға арналған билер. Екінші басылым. – Алматы: Smart University Press, 2023. – 81 б. ISBN 978-601-269-424-6
- Абиров, Даурен. История казахского танца : учебное пособие. – 2-е изд. – Алматы: Smart University Press, 2024. – 163 с. ISBN 978-601-08-3869-7
- Даурен Абиров – первый балетмейстер Казахстана: Книга-альбом. Авторы-составители: Ізім Т. О., Абирова К. Д. – Астана: [б. и.], 2025. – 336 стр. = Дәурен Әбіров – алғашқы Қазақстандық балетмейстер: Альбом-кітап. Құрастырушы-авторлар: Ізім Т. О., Абирова К. Д. – Астана: 2025. – 336 бет.

## Награды
- Народный артист Казахской ССР (1984)
- Орден Трудового Красного Знамени (3 января 1959) — за выдающиеся заслуги в развитии казахского искусства и литературы и в связи с декадой казахского искусства и литературы в гор. Москве
- Заслуженный деятель искусств Казахской ССР (1958)
- Три почетные грамоты Верховного Совета Республики Казахстан
- Медали за победу в Великой Отечественной войне